# Frixuelo
Els frisuelos (frixuelos o fayueles en asturià, frisuelos o jisuelos en càntabre) són un tipus per a postres, típic a les regions espanyoles d'Astúries, Cantàbria i Lleó. Està. Està fet a base de farina, llet i ous. Són típics de les celebracions de *Antroxu (carnestoltes) i de les Comadres a Astúries. També existeixen els frixuelos vaqueiros típics de la zona suroccidente asturiana de Cangas del Narcea.